# Lacy Lakeview
Lacy Lakeview – miasto w Stanach Zjednoczonych, w stanie Teksas, w hrabstwie McLennan, na przedmieściach Waco.
Uzyskało prawa miejskie po połączeniu miejscowości Lacy i Lakeview 1 sierpnia 1953 roku, a w 1998 roku połączyło się z nim sąsiednie Northcrest.

## Demografia
Według przeprowadzonego przez United States Census Bureau spisu powszechnego w 2010 roku miasto liczyło 6 489 mieszkańców. Natomiast skład etniczny w mieście wyglądał następująco: Biali 63,8%, Afroamerykanie 20,6%, Azjaci 0,9%, pozostali 14,7%.